# Notogryps ithoma
Notogryps ithoma är en insektsart som beskrevs av Ronald Gordon Fennah 1965. Notogryps ithoma ingår i släktet Notogryps och familjen sporrstritar. Inga underarter finns listade i Catalogue of Life.